# Rivière Waswanipi
Pour les articles homonymes, voir Waswanipi (homonymie).
La rivière Waswanipi est un affluent du lac Matagami. La rivière Waswanipi coule dans la municipalité de Eeyou Istchee Baie-James, dans la région administrative du Nord-du-Québec, au Québec, au Canada.

## Géographie

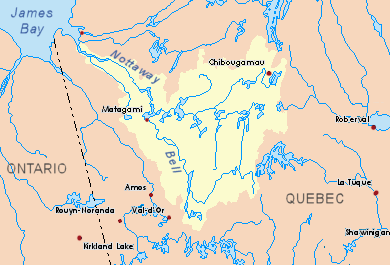
Carte du bassin versant de la rivière Nottaway.

Les principaux bassins versants voisins de la rivière Waswanipi sont :
- côté nord : rivière Nomans, rivière Inconnue, rivière Maicasagi, rivière la Trêve ;
- côté est : rivière Chibougamau, rivière Opawica ;
- côté sud : lac Waswanipi, rivière O'Sullivan, rivière Wetetnagami ;
- côté ouest : lac Matagami, rivière Bell, rivière Nottaway.

La rivière prend naissance au village de Waswanipi, dans le canton de Gand, à la jonction des rivières Chibougamau (venant de l'est) et Opawica (venant du sud). Ce début de la rivière Waswanipi est situé à 80 km au sud-ouest de la ville de Chapais et à environ 115 km au sud-ouest de Chibougamau. Un pont enjambe la rivière à la hauteur du village de Waswanipi.
À partir de sa source, le cours de la rivière coule sur 139,4 km répartis comme suit :
- 36,3 km presque droit à l'ouest jusqu'à un coude de rivière ;
- 13,4 km vers le sud-ouest jusqu'à la partie nord du lac Waswanipi (longueur : 39,4 km ; altitude : 267 m) où le courant contourne plusieurs îles dans une sorte de delta ;
- 27,5 km au nord, puis vers l'ouest jusqu'à la rive est du lac au Goéland ;
- 21,3 km au nord-ouest, traversant le lac au Goéland (longueur : 36 km ; altitude : 262 m) ;
- 30,9 km à West, formant une courbe vers le nord, et traversant sur 9,1 km la partie nord du lac Olga (longueur : 27,5 km ; altitude : 256 m) jusqu'à sa bouche ;
- 10,0 km vers le nord-ouest jusqu'à la baie nord-est du lac Matagami.

L'embouchure de la rivière Waswanipi est située à :
- 25,1 km au sud-est de l'embouchure du lac Matagami ;
- 30,5 km au nord-est du centre-ville de Matagami ;
- 195 km au sud-est de l'embouchure de la rivière Nottaway.

## Principaux affluents
- Rivière Opaoca (via le (lac Olga (rivière Waswanipi))
- Rivière Chensagi (via le lac Maicasagi)
- Rivière Maicasagi (via le lac Maicasagi)
- Rivière Chibougamau
- Rivière Opawica
- Petite rivière Waswanipi
- Rivière Iserhoff (via le lac Waswanipi)
- Rivière O'Sullivan (via le Lac Waswanipi)
- Rivière Bachelor

## Toponymie
Dès le XVIIIe siècle, la désignation « Waswanipi » désigne un lac, deux rivières et un groupe amérindien. La rivière a déjà été désignée sous l'appellation rivière Olga. Une carte de 1898 indique « R. Waswanipi » pour désigner ce cours d'eau. Au début du XXe siècle, lors d'un voyage d'exploration dans le nord québécois, le géologue et arpenteur-géomètre Henry O'Sullivan emprunte cette voie d'eau.
Le toponyme rivière Waswanipi a été officialisé le 5 décembre 1968 à la Commission de toponymie du Québec.